# Valašská Bystřice
Valašská Bystřice (moravsky Bystřica) je obec v okrese Vsetín v Zlínském kraji. Leží osm kilometrů jihozápadně od Rožnova pod Radhoštěm uprostřed Vsetínských vrchů, rozlohou jedna z největších obcí v České republice. Žije zde přibližně 2 200 obyvatel.
Území obce je velice hornaté a členité, hluboká údolí se zde střídají s vysokými vrcholy a dlouhými rozlehlými loukami a rozsáhlými lesy, nejvyšším bodem je vrchol Tanečnice s nadmořskou výškou 912 metrů. Střed obce leží v nadmořské výšce 465 metrů.

## Název
Jméno obce, které je odvozeno od říčky Bystřice, která se vlévá do údolní přehrady Bystřička, se v minulosti několikrát měnilo. Původní název Nová Bystřice nebo Randýskova Bystřice, podle prvního fojta Randýska, se ustálil na podobě Hrubá Bystřice a Velká Bystřice, který byl změněn v roce 1923 na Valašskou Bystřici.

## Historie
První písemná zmínka o obci pochází z roku 1651. Až do zániku feudalismu přináležela k rožnovskému panství. Za třicetileté války se na tehdy ještě řídce osídleném území obce ukrývali valašští vzbouřenci a kolonizátoři. Za působení jedněch z prvních fojtů z roku Křenků se zaznamenává na svou dobu obrovský rozvoj obce. V minulosti měla obec převážně zemědělský charakter a pro svou chudobu byla známá vystěhovalectvím.
V 18. století se Valašská Bystřice stala sídlem portášů, což byl sbor Valachů určený k ochraně hranic s Uherským královstvím před pašeráky a zbojníky. O zřízení místní portášské stanice se v roce 1735 postaral otec Jiří Křenek. Portášský sbor byl zrušen v roce 1829. V roce 1778 byl ve Valašské Bystřici dostavěn a slavnostně vysvěcen kostel Nanebevzetí Panny Marie.
Obec v minulosti proslula hlavně výrobou dřevěného nádobí, nářadí či hraček (zvláštností byly především hračky barvené zakuřováním - tzv. čazením - jenž Bystřičané úspěšně prodávali kromě okolí také například v Prusku a Vídni. V roce 1848 vypukla kvůli velké neúrodě epidemie tyfu. Také kvůli tomu byl v tomto roce zbudován nový hřbitov, fungující do současnosti. V roce 1935 byla otevřená nová škola. Koncem druhé světové války prošla obcí fronta, 5. května 1945 byla spojenci osvobozena. V roce 1947 vzniklo družstvo Portáš, navazující na tradiční dřevozpracující průmysl.
Život Valašské Bystřice byl vždy kulturně a společensky bohatý. Kromě kulturního zařízení Domek s malým kinosálem, Sboru dobrovolných hasičů, Kroužku zahrádkářů, Sokola, Mysliveckého sdružení, knihovny, proslulého dechového orchestru Bystřičanka a divadelního sboru je známý např. místní Spolek včelařů nebo valašský soubor Troják. Důležitou součástí společenského života je i Valašskobystřický zpravodaj, vydávaný jednou za měsíc.
V roce 2009 byla v části Leskovec otevřena první bystřická benzínová čerpací stanice.

## Obecní správa

### Členění obce

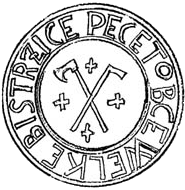
Pečeť obce Valašská Bystřice

Valašská Bystřice se člení na 7 částí (osad):
- Bařiny
- Hory
- Hřívová
- Leskovec
- Říka
- Tísňavy
- Žáry

Nejde ale o evidenční části, obec se kromě toho dále člení na řadu menších oblastí (ZSJ).

### Obecní symboly
Znak a vlajka byly obci uděleny rozhodnutím předsedy Poslanecké sněmovny Parlamentu České republiky dne 27. dubna 1999.

## Doprava
Na území obce leží značné množství zpevněných i nezpevněných cest. V roce 1949 byla zavedena pravidelná autobusová doprava mezi Valašskou Bystřicí a Rožnovem s tehdy sedmi autobusovými zastávkami. V roce 1978 byly zastávky zbudovány i v odlehlejších částech obce - v Žárech, Na horách, na Dolním konci, prodlouženy linky na Horní konec a zavedena linka do Hřívové se zastávkou U mlýnů, která je dnes již nefunkční.
V současnosti mají Bystřičané k dispozici celkem 16 zastávek:
- Hlaváčky
- Křižnice
- Na horách
- Spina (známá také jako Hory, točna)
- Leskovec (známá také jako Rozcestí Žáry)
- Podseté (nefunkční)
- U Míčky
- Údolí Žáry
- Kostel (známá také jako Centrum)
- U Petruželů (na Dolním konci)
- Hajdůšky (na Dolním konci)
- Tisové (na Dolním konci)
- Škola
- Portáš
- Na Říce
- Prodejna Paseky (na Horním konci)
- Kelnar (konečná; na Horním konci, pojmenovaná po místní významné myslivecké rodině Kelnarových)
- U mlýnů (nefunkční)

## Obyvatelstvo
| Rok            | 1869  | 1880  | 1890  | 1900  | 1910  | 1921  | 1930  | 1950  | 1961  | 1970  | 1980  | 1991  | 2001  | 2011  | 2021  |
| -------------- | ----- | ----- | ----- | ----- | ----- | ----- | ----- | ----- | ----- | ----- | ----- | ----- | ----- | ----- | ----- |
| Počet obyvatel | 1 881 | 1 979 | 2 045 | 2 090 | 2 114 | 2 047 | 2 029 | 1 743 | 2 339 | 2 217 | 2 079 | 2 134 | 2 182 | 2 239 | 2 161 |
| Počet domů     | 234   | 275   | 296   | 302   | 308   | 317   | 329   | 361   | 444   | 491   | 505   | 655   | 682   | 724   | 759   |

## Turistika a sport
Valašská Bystřice je ideálním místem pro celoroční sportovní činnost, turistiku, cykloturistiku či lyžování. V centru obce se pod horou Búřov nachází stejnojmenný hojně navštěvovaný ski areál. Nedaleko něj je k dispozici tenisové hřiště a zeď, hřiště na plážový volejbal a basketbalové koše nebo také paintballové hřiště. K areálu školy patří tělocvična a blízko závodu Portáš leží dvě rozlehlá fotbalová hřiště se sprchami, šatnami, posezením a malým fitcentrem.
Na území obce se nachází kilometry označených i neoznačených turistických stezek nebo lesních cest s oblíbenými cíli.
Jak turistům, tak místním je k dispozici několik celoročních ubytování (soukromých i penzionů), hospody, restaurace, jedna pizzerie a cukrárna, společenský dům s velkým tanečním sálem a venkovním hudebním altánem, infocentrum a další.

## Pamětihodnosti
- Kostel Nanebevzetí Panny Marie
- Kamenné náhrobky portášů z 18. století na hřbitově u kostela
- Kaplička na Dílech
- Památník padlým ve světových válkách
- Dřevěná zvonice na vrcholu Zvonový na Kyčerách z konce 17. století
- Vánoční strom – jednalo se o smrk na návsi obce zasazený v roce 1930, který místní od roku 1972 každoročně v čase vánočním zdobili. Smrk měřil ke dni 7. prosince 2007 24,75 m a stal se tak nejvyšším živě rostoucím stromem, který se na Vánoce vánočně zdobí,[7] v roce 2011 však rekord připadl smrku v šumavské Kvildě. V březnu 2023 byl strom kvůli špatnému stavu po napadení kůrovcem skácen.

## Osobnosti
- Marie Bognerová (1931–1997) – akademická malířka
- Irenej Metoděj Drda (1907–1975) – básník a spisovatel
- Jaroslav Frydrych (1928–1982) – malíř, který ve svém díle zachytil valašskou krajinu i tváře místních lidí
- Jeroným Janča (1901–1993) – tubista a trumpetista, dirigent působící mj. u Oděského symfonického orchestru
- Jan Kratzl (1854–1925) – lesní inženýr, geodet, politik a starosta obce
- Jan Křenek (1749–1820) – portášský velitel
- Jiří Křenek (1721–1791) – fojt a portášský velitel
- Cyril Martinek (1927–2018) – teolog
- Bohumil Pastorek (1928–2010) – herec
- Antonín Štefek (* 1963) – katolický kněz
- Ladislav Vančura – řezbář

## Fotogalerie

Valašská Bystřice
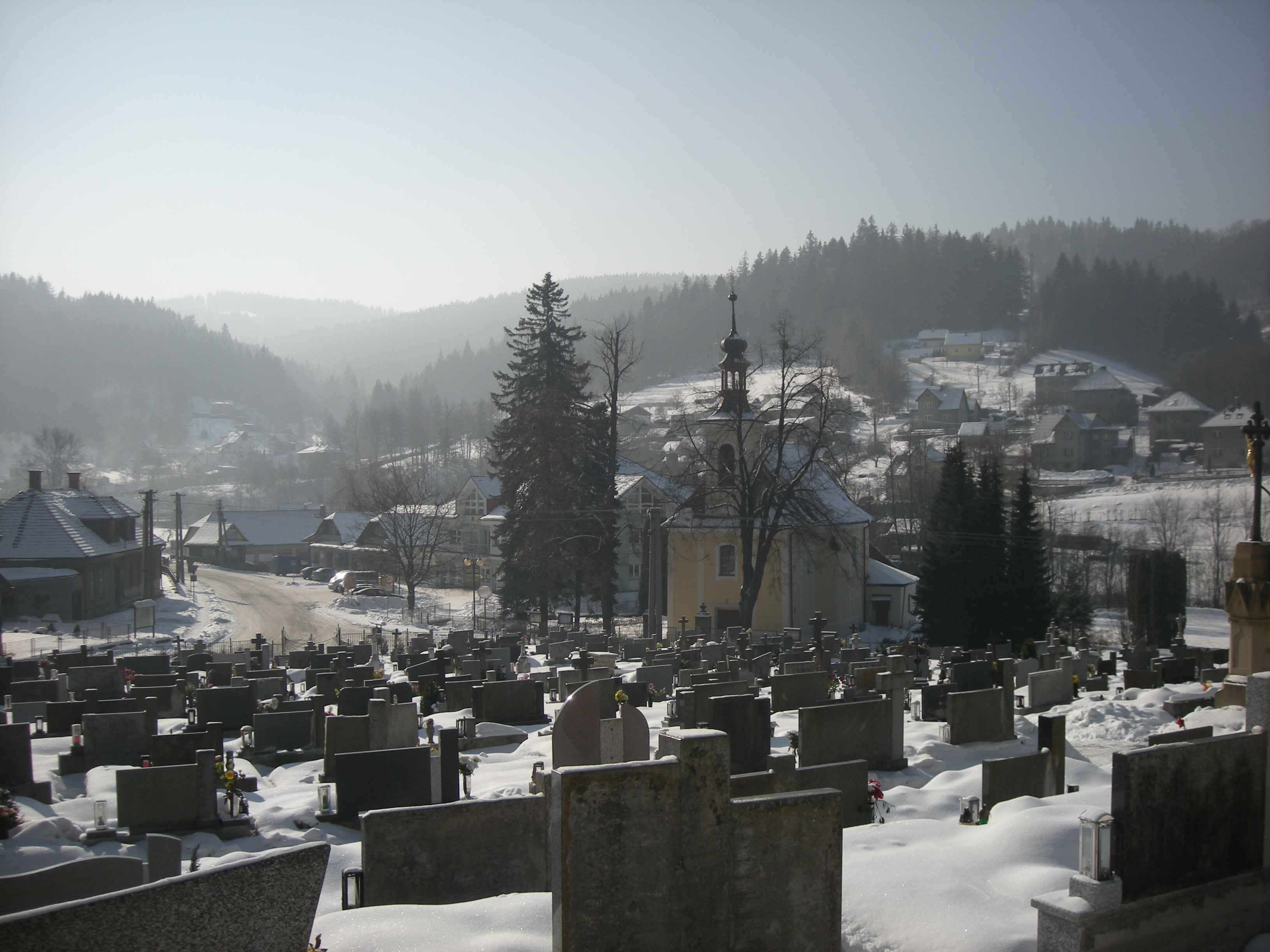
Pohled na centrum Valašské Bystřice se hřbitovem a kostelem
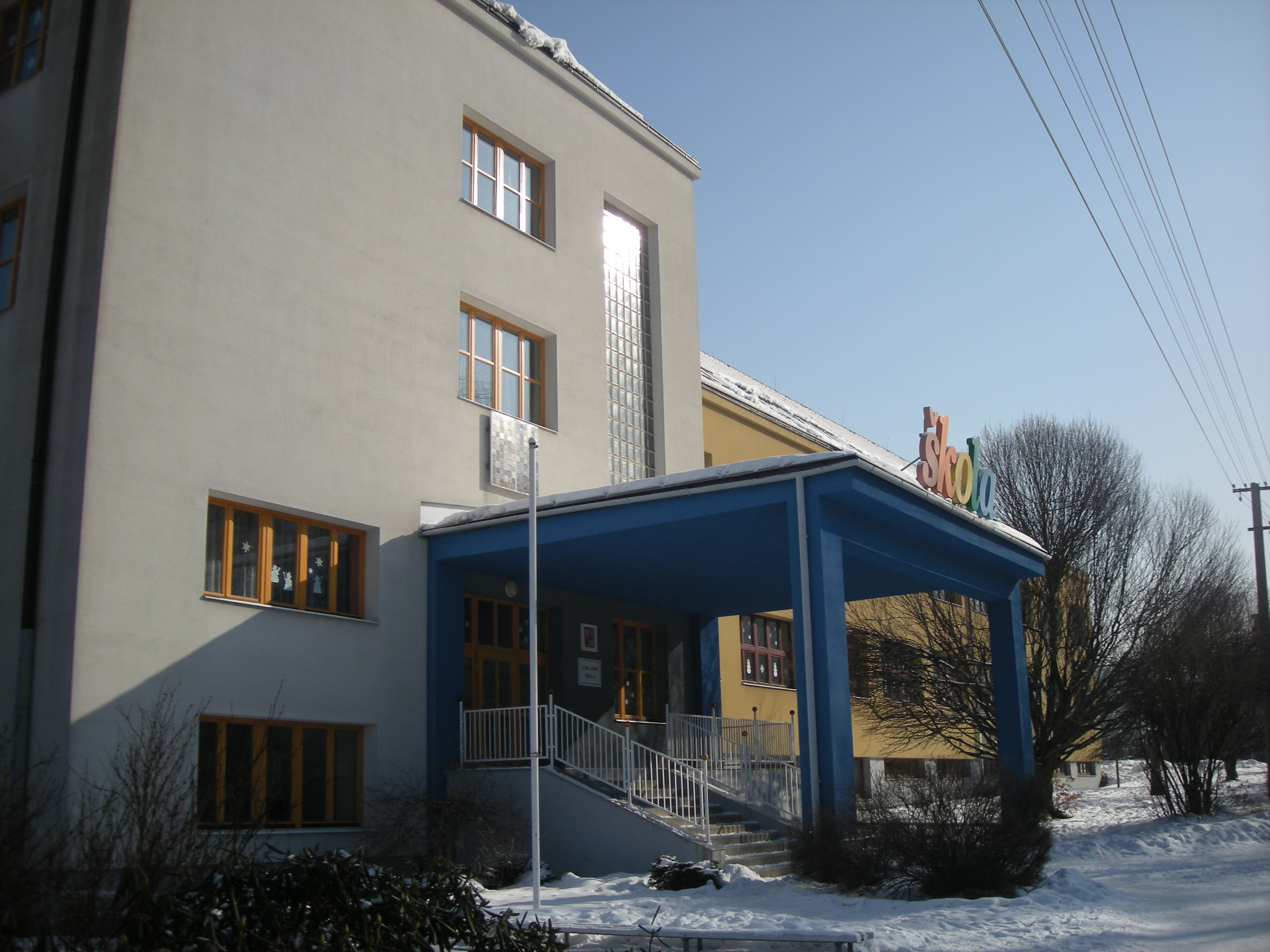
ZŠ
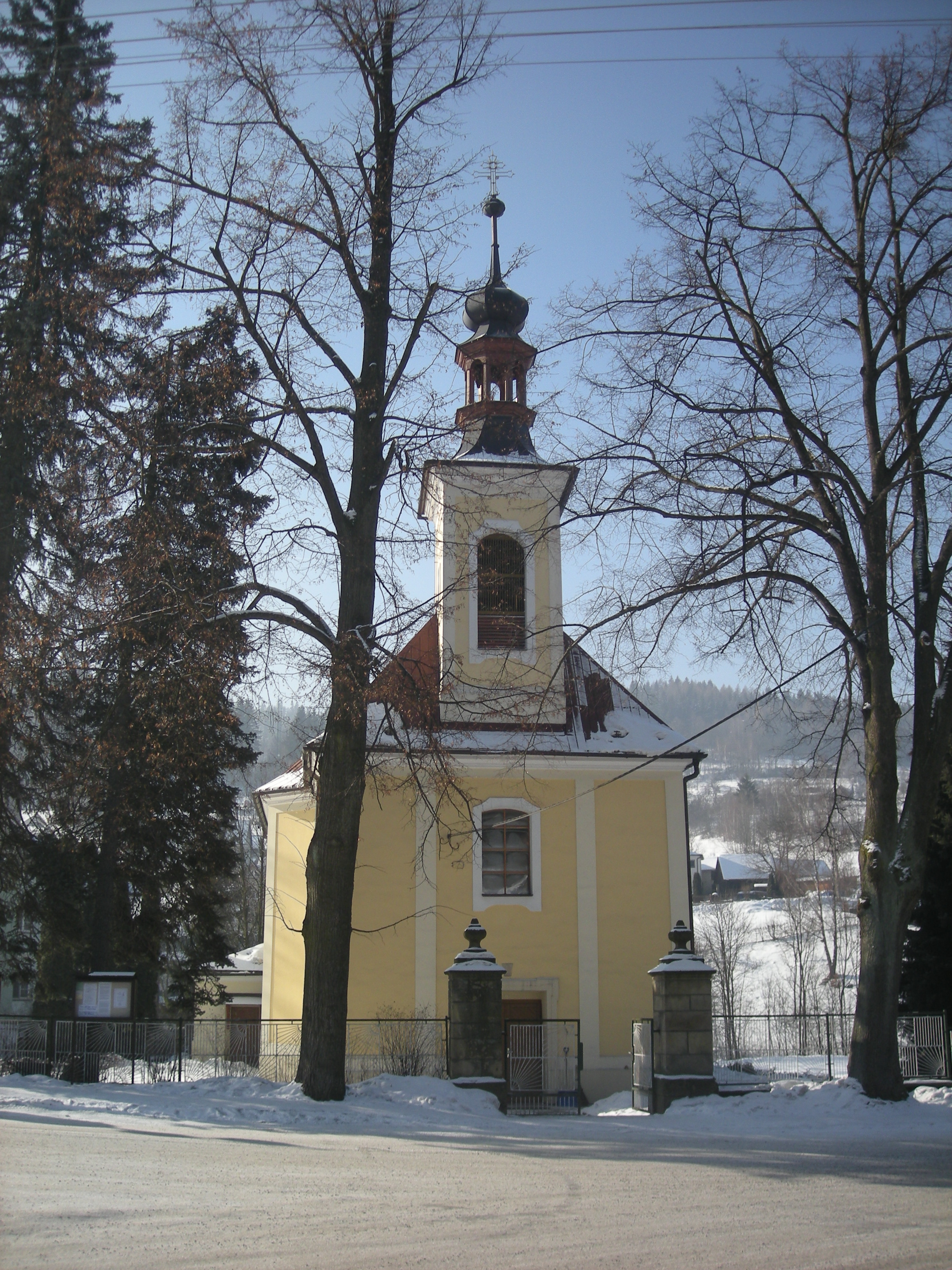
Kostel
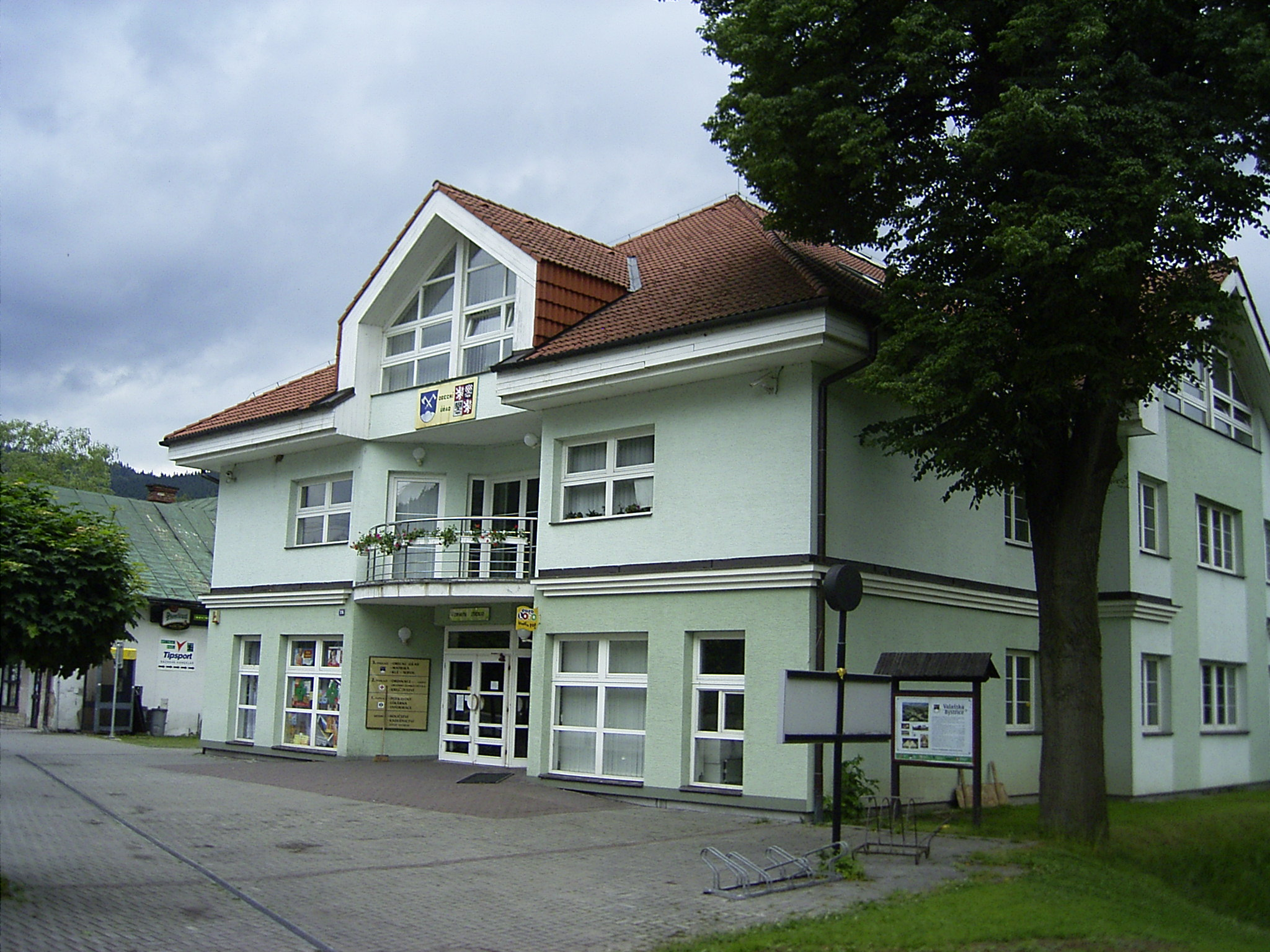
Obecní úřad
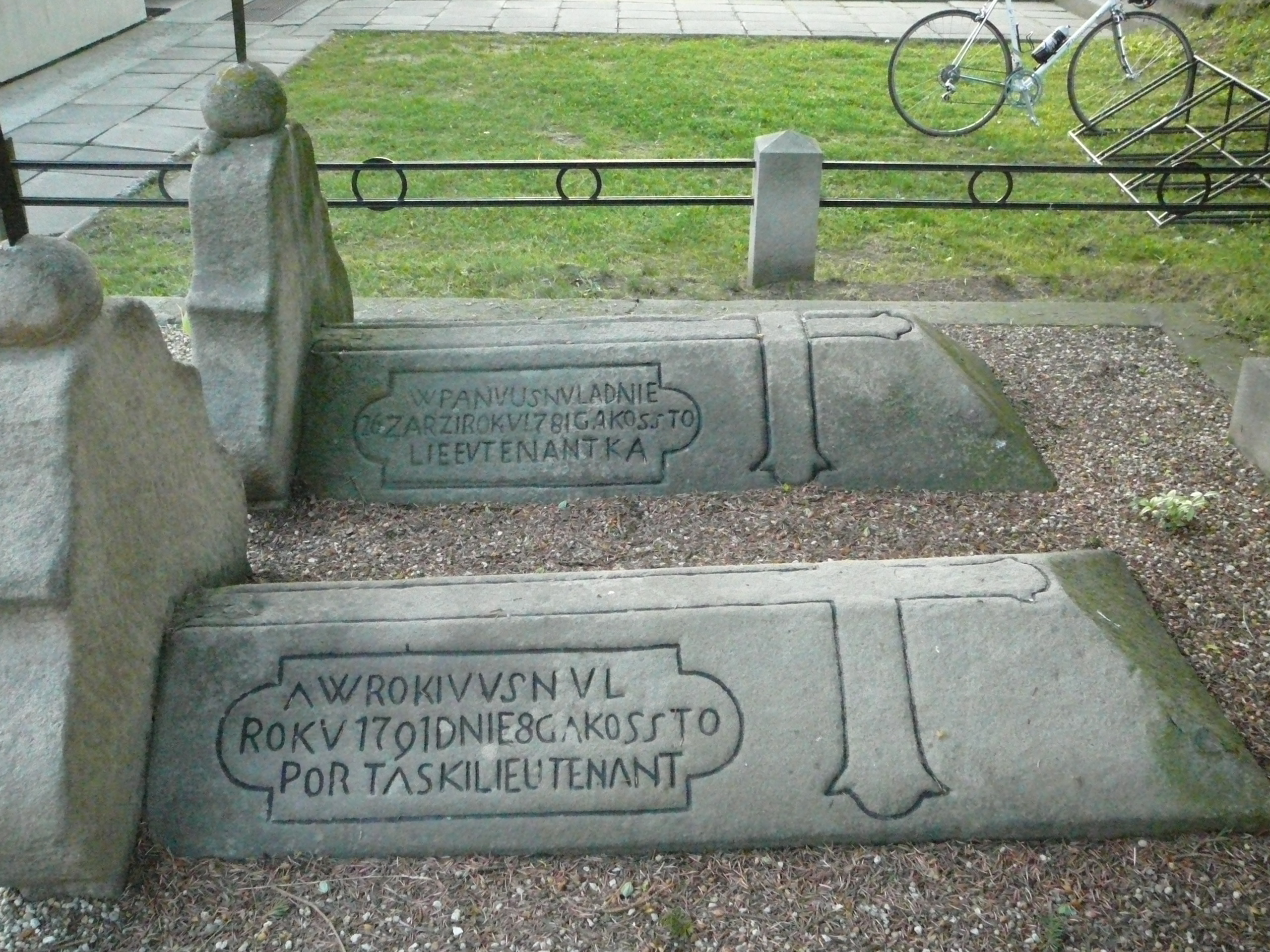
Hroby portášů